# 乃木太郎
乃木 太郎（のぎ たろう、1982年7月10日 - ）は神奈川県出身の俳優・劇作家。

## 人物
アブレボ〜僕たちの純愛革命からアロッタファジャイナに参加。以後、アロッタファジャイナの全ての本公演に役者として出演。
2007年8月、12月、2008年5月に公演された番外公演ではそれぞれ脚本・演出も手がけている。
特技はサッカー、ロッククライミング。大型二輪免許、調理師免許を所持。得意料理はイタリアン。

## 主な出演作品

### 映画
- 真説　タイガーマスク（2005年）
- 神の左手悪魔の右手（2006年）- フジモト 役
- デスノート (映画) 前編（2006年）
- 机のなかみ（2007年）
- Girl’S BOX（2007年）
- 真・女立喰師列伝歌謡の天使・クレープのマミ（2007年）
- クールガールズ（2009年）- 野際真次 役
- ばかもの（2011年）
- 破戒尼僧YUKI（2011年） 中川役
- 北のカナリアたち（2012年）本田和重役
- 歌舞伎町はいすく〜る（2013年）三島剣一役

### ドラマ
- ホーリーランド（2005年、テレビ東京）
- ウルトラマンマックス（2005年、TBS）
- 生命38億年スペシャル　人間とは何だ!? V幻想ドラマ「まる。」（2006年、TBS）
- 動物奇想天外（2006年、TBS）
- 結婚詐欺師（2007年、WOWOW）
- ヒットメーカー 阿久悠物語（2008年、日本テレビ）- ヴィレッジ・シンガーズ、清水道夫 役
- ケータイ捜査官7（2009年）
- POWER RIDER（2009年　主演）

### 携帯ムービー・ネットシネマ
- 夏は終らない！（2005年） - 脚本、出演
- 希望の党☆（2005年）

### 舞台
- アブレボ〜僕たちの純愛革命（2005年、アロッタファジャイナ）
- 錆びた少女（2006年、アロッタファジャイナ）
- 偽伝、樋口一葉（2006年、アロッタファジャイナ）
- 1999.9年の夏休み（2007年、アロッタファジャイナ）
- 月落トのみなも（2007年、アロッタファジャイナ、脚本・演出・出演）
- 青い雪、カナヅチで叩いたら割れてしまった夜空（2007年、アロッタファジャイナ、脚本・演出のみ）
- 対角線に浮かぶソネット（2008年、アロッタファジャイナ、脚本・演出のみ）
- ルドンの黙示（2008年、アロッタファジャイナ）
- 今日も、ふつう。（2008年、アロッタファジャイナ）
- 偽伝、ジャンヌ・ダルク（2009年、アロッタファジャイナ）
- 雨、月に舞い散る花　クモノス旗揚げ公演（2009年　脚本・演出・出演）
- 贋作、シミキン　独り芝居芸人列伝　三日月座（2010年 一人芝居）
- G&Gアクターズファクトリープロデュース公演 vol.3「夏草〜夜明けを待ちながら〜」（2011年10月26日-30日、赤坂レッドシアター）
- アブニール夢見が丘〜壁一枚の物語（2011年）
- 贋作、圓朝　独り芝居芸人列伝　三日月座（2011年 一人芝居）
- ユーキース・エンタテインメントプロデュース公演Vol.4「対角線に浮かぶソネット」（2012年4月26日 - 29日、荻窪かいホール）脚本・演出
- ユーキース・エンタテインメントプロデュース公演Vol.5「風に呼び駆ける」（2012年5月23日 - 27日、荻窪かいホール）
- 劇団きみにほ 旗揚げ公演、第一回プロデュース作品「鉄道員 ぽっぽや」（2013年2月7日 - 10日、日本橋公会堂）
- ユーキース・エンタテインメントプロデュース公演Vol.8『第1回園田英樹演劇祭』「五色ロケットえんぴつ」（2013年3月27日 - 4月4日、小劇場「楽園」）演出・出演
- 劇団たいしゅう小説家 Present` s 「カタチを変えたい人々・・・」（2013年7月3日 - 7月7日、萬劇場）
- ユーキース・エンタテインメントプロデュース公演Vol.10「たりない写真、歌えなかった唄のために」（2013年10月12日 - 10月16日、戸野廣浩司記念劇場）演出・脚本・出演
- G&Gアクターズファクトリープロデュース公演 vol.5「秋宵（あきよい）〜遠い日の宴〜」（2013年11月27日〜12月1日、笹塚ファクトリー）
- ユーキース・エンタテインメントプロデュース公演vol.12「…from the moon light〜月からの贈りもの〜」（2014年2月27日〜3月2日、新宿シアターミラクル）
- ユーキース・エンタテインメント番外編 vol.3番外ばいっっっっ『繋ぐ』（2015年1月10日〜1月31日、三日月座）
- たりない写真、歌えなかったうたの唄のために（2015年、ユーキース・エンタテインメント）（脚本・演出・出演）
- ミュージカル バックホーム（2015年、ユーキース・エンタテインメント）